# مسابقات ورزش‌های آبی اروپا ۱۹۵۴
مسابقات ورزش‌های آبی اروپا ۱۹۵۴ از ۳۱ آگوست تا ۵ سپتامبر ۱۹۵۴ در شهر تورین، ایتالیا برگزار شده است.

## جدول مدال‌ها
میزبان 
| رتبه  | کشور               | طلا | نقره | برنز | مجموع |
| ۱     | مجارستان           | ۹   | ۶    | ۳    | ۱۸    |
| ۲     | اتحاد جماهیر شوروی | ۴   | ۳    | ۴    | ۱۱    |
| ۳     | آلمان غربی         | ۲   | ۰    | ۰    | ۲     |
| ۴     | هلند               | ۱   | ۲    | ۱    | ۴     |
| ۵     | فرانسه             | ۱   | ۱    | ۱    | ۳     |
| ۶     | آلمان غربی         | ۱   | ۰    | ۲    | ۳     |
| ۷     | سوئد               | ۰   | ۲    | ۱    | ۳     |
| ۸     | ایتالیا            | ۰   | ۱    | ۱    | ۲     |
| ۸     | یوگسلاوی           | ۰   | ۱    | ۱    | ۲     |
| ۱۰    | دانمارک            | ۰   | ۱    | ۰    | ۱     |
| ۱۰    | لهستان             | ۰   | ۱    | ۰    | ۱     |
| ۱۲    | بریتانیای کبیر     | ۰   | ۰    | ۳    | ۴     |
| ۱۳    | اتریش              | ۰   | ۰    | ۱    | ۱     |
| مجموع | مجموع              | ۱۸  | ۱۸   | ۱۸   | ۵۴    |